# تاریخ عباسی
تاریخ عباسی یا روزنامه ملا جلال منجم کتابی است نوشته جلال الدین محمد بن عبدالله منجم یزدی که به تاریخ ایران بین سال‌های ۹۸۴ تا ۱۰۲۰ قمری / ۱۵۷۶ تا ۱۶۱۱ میلادی می‌پردازد. این کتاب شامل تاریخ ایران از اواخر زمامداری شاه طهماسب یکم تا اواخر بیست و پنجمین سال سلطنت شاه عباس یکم است. تاریخ عباسی دیباچه و عنوان ندارد و مشخص نیست چرا به این نام معروف شده است. در نسخه‌ای که از آن در کتابخانه ملی موجود است، نام کتاب روزنامه ملاجلال در احوال شاه عباس ذکر شده‌است. این کتاب شامل حوادث تاریخ صفویان از مرگ شاه طهماسب یکم در ۹۸۴ هجری قمری، کشته شدن حیدر میرزا و رخدادهای پس از آن، مرگ شاه اسماعیل دوم در ۹۸۵ هجری قمری و رویدادهای بعد از درگذشت او، حوادث دوره شاه محمد خدابنده، اتفاقات زمان شاه عباس یکم از ۹۹۶ تا ۱۰۲۰ هجری قمری می‌باشد. در تاریخ عباسی اشتباهات تاریخی نیز دیده می‌شود، از جمله تولد اسماعیل میرزا در ۱۰۱۲ هجری قمری نوشته شده است. نسخه‌ای از این کتاب در موزه بریتانیا نگهداری می‌شود.
تاریخ عباسی از منابع مهم شناخت دوران صفوی است. ملا جلال الدین محمد منجم یزدی از منجمان معروف دربار شاه عباس اول (کبیر) صفوی بود. او به‌عنوان مردی ادیب، منجم، منشی و مورخ شناخته می‌شد و مورد احترام خاص شاه عباس بود به نحوی که نظراتش بدون درنگ به مرحله اجرا درمی‌آمد. زمان تولدش مشخص نیست. در ۱۰۲۹ ق. فوت کرد و ۳۴ سال در خدمت شاه عباس بود. خانه مجللی داشت که از آن به‌عنوان محل اقامت میهمانان پادشاه و سفیران خارجی استفاده می‌شد.
پس از مرگ ملا جلال، شاه این خانه را خرید و به پذیرایی از میهمانان فوق اختصاص داد.
تاریخ ملا جلال مشتمل بر اطلاعات مفیدی از دوران شاه اسماعیل دوم، سلطان محمد خدابنده و شاه عباس اول است. از کتاب فوق ظاهراً تاکنون سه نسخه خطی یافت شده است که در کتابخانه ملی تهران، کتابخانه حاج حسین آقا ملک و کتابخانه ملی پاریس نگهداری می‌شود.